# Klavdia Fomitcheva
Klavdia Iakovlevna Fomitcheva ou Fomitchiova (en russe : Клавдия Яковлевна Фомичёва) est une aviatrice soviétique. Pendant la Seconde Guerre mondiale, elle est officier et pilote de combat des Forces aériennes soviétiques et combat en tant que commandante d'escadron du 125e régiment de la Garde de bombardiers en piqué. Fomitcheva reçoit le titre d'Héroïne de l'Union soviétique le 18 août 1945.

## Enfance
Klavdia Fomitcheva est née à Moscou, mais passe toute son enfance dans le village de Znamenka (district de Dankov, oblast de Lipetsk),. Son père meurt un an après sa naissance et quelques années plus tard, son frère aîné Valentin, qui est le principal soutien de la famille depuis la mort de leur père, décède lui aussi, ce qui met la famille en difficulté financière. En 1931, après avoir obtenu son diplôme de l'école secondaire, elle est embauchée comme apprentie aide-comptable dans une école bancaire. Après son diplôme, elle devient comptable associée à la Gosbank. En 1936, Fomitcheva s’inscrit dans un club de planeurs, où elle est remarquée pour son talent et invitée à rejoindre un aéro-club paramilitaire. En 1938, elle devient instructrice de vol qualifiée et, de 1938 à 1941, elle assure également la formation des jeunes de l’aéro-club de Reoutov.

## Carrière militaire

### Seconde Guerre mondiale
Le 22 juin 1941, au premier jour de l'invasion de l'URSS par le Troisième Reich, Fomitcheva se porte volontaire pour aller au front et est acceptée par le 122e Groupe d'Aviation - une des unités féminines sous le commandement de Marina Raskova. Au début, elle opte pour une formation de pilote de chasse, mais Raskova, après examen de ses capacités, décide de l'affecter au 587 BAP, qui deviendra plus tard le 125e Régiment de la Garde de Bombardier en piqué, où elle vole sur les bombardiers Soukhoï Su-2, puis Petliakov Pe-2. Elle se forme à la tactique militaire à l'école militaire d'aviation d'Engels dans l'Oblast de Saratov. En janvier 1943, lors du premier engagement en combat du 587 BAP, Fomitcheva est commandante de vol et vice-commandante de l'escadron. Plus tard, elle prend le commandement de l'escadron,.
Le 17 septembre 1943, l'avion de Fomitcheva est endommagé par la défense anti-aérienne et elle est gravement blessée au visage par des fragments d'obus. Sa navigatrice étant aussi grièvement blessée et incapable de l'aider, Fomitcheva doit atterrir sur l'aérodrome d'une unité de chasseurs soviétiques à proximité de la ligne de front. Lors de l'atterrissage, le train d'atterrissage se brise et l’avion prend feu. Le personnel de la base aide l’équipage à évacuer, mais Fomitcheva est gravement brûlée et souffre de plusieurs fractures, notamment aux côtes. En janvier 1944, Fomitcheva récupère de ses blessures et reprend le vol.
Le 23 juin 1944, l'avion de Fomitcheva est une nouvelle fois touché par la défense anti-aérienne à l'approche de son objectif, tuant son mitrailleur et causant un incendie sur le moteur gauche. Fomitcheva elle-même est blessée à la jambe, mais elle continue la mission et largue les bombes. Elle fait alors demi-tour vers la ligne de front, l'avion toujours en feu, pour pouvoir sauter derrière les lignes soviétiques et éviter ainsi la capture. Ayant réussi à se mettre en sureté, Fomitcheva et sa navigatrice Galina Djounkovskaïa sautent alors que l’altitude est inférieure à 200 m, mais ne peuvent éviter d’être gravement brûlées. Le 15 juillet 1944, remise de ses blessures, Fomitcheva reprend le vol,.
En décembre 1944, Fomitcheva a mené cinquante-cinq missions de combat et largué 46 t de bombes. Elle est appréciée de ses équipages en raison de l’attention qu’elle porte à éviter les pertes lors des missions et de l’infanterie pour le support qu’elle lui a apporté dans des situations critiques. Le 23 décembre 1944, ses supérieurs la recommandent pour le titre de Héros de l'Union soviétique pour « les services exceptionnels qu'elle a rendus à la Patrie et pour sa vaillance et son héroïsme dans les combats contre les envahisseurs allemands », qui lui est décerné le 18 août 1945,.

### Après-guerre
Après la guerre, Klavdia Fomitcheva devient instructrice à l’Académie militaire d’aviation de Monino, puis à l’École militaire d’aviation de Borissoglebsk. En 1955, elle prend sa retraite avec le grade de lieutenant-colonel. Fomitcheva meurt le 5 octobre 1958, et est enterrée à Moscou au Cimetière de Novodevitchi.

## Implication dans la vie politique
En 1945, Klavdia Fomitcheva participe à la fondation de la Fédération démocratique internationale des femmes à Paris.

## Distinctions
- Héros de l'Union Soviétique
- Ordre de Lénine
- Deux Ordres du Drapeau rouge
- Ordre de l'Étoile rouge
- Médaille pour la Défense de Stalingrad
- Médaille pour la victoire sur l'Allemagne dans la Grande Guerre patriotique de 1941-1945

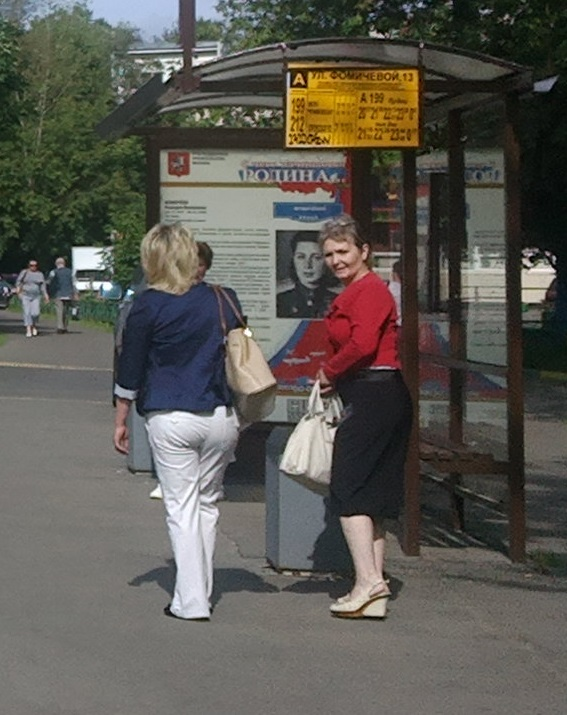
Un arrêt de bus avec un portrait de Klavdia Fomitcheva dans la rue Fomitcheva, Moscou.

## Hommages
- Une rue de Severnoïe Touchino à Moscou est nommée en son honneur[7]. Au numéro 13, une plaque commémorative est apposée[8].
- À Dankov en 2010 est érigé un monument commémoratif pour onze Héros de l'Union soviétique et deux récipiendaires de l'Ordre de la Gloire dont Fomitcheva[9],[10].
- Une rue de Dankov porte aussi son nom[11].